# Dick Sargent
Dick Sargent (* 19. April 1930 in Carmel-by-the-Sea, Kalifornien als Richard Stanford Cox; † 8. Juli 1994 in Los Angeles, Kalifornien) war ein US-amerikanischer Schauspieler.

## Leben
Richard Cox war der Sohn der ehemaligen Stummfilmschauspielerin Ruth Powell und des Colonels Elmer Cox, der im Ersten Weltkrieg als Fliegerass galt. Er wählte den Künstlernamen Dick Sargent, um nicht mit dem Schauspieler Wally Cox verwechselt zu werden. Nach einem Studium an der Stanford University übernahm er im Jahr 1954 erste Rollen in Hollywood. Als Nebendarsteller war der hochgewachsene, braunhaarige Darsteller in zwei Filmen mit Elvis Presley zu sehen und hatte Nebenrollen in den Cary-Grant-Komödien Unternehmen Petticoat (1959) und Ein Hauch von Nerz (1962). Der große Durchbruch sollte ihm allerdings nicht gelingen, er spielte in den 1960er-Jahren in einigen klamaukhaften Filmen und drei Fernsehserien mit ihm in einer der Hauptrollen wurden binnen kurzer Zeit abgesetzt.
Seinen größten Erfolg feierte Sargent ab 1969 mit der Rolle des Darrin Stephens in der Fernsehserie Verliebt in eine Hexe. Als Dick York aus gesundheitlichen Gründen gezwungen war, die Serie Verliebt in eine Hexe im Jahr 1969 zu verlassen, erhielt Sargent seine Rolle als Darrin Stephens. Ihm war die Rolle bereits im Jahr 1964 angeboten worden, allerdings stand er damals bei den Universal Studios unter Vertrag und konnte das Angebot deshalb nicht annehmen. Zu diesem Zeitpunkt lagen seine Bemühungen auf der kurzlebigen Sitcom The Horizontal Lieutenant. Er spielte die Rolle des Darrin Stephens bis zum Ende der Serie im Jahr 1972. Anschließend wirkte er an einigen Kinofilmen mit und übernahm Gastauftritte in beliebten Fernsehserien wie Herzbube mit zwei Damen, Die Waltons, Drei Engel für Charlie, Unter der Sonne Kaliforniens, Family Ties und zwei Folgen von Ein Duke kommt selten allein. Eine letzte Fernseh-Hauptrolle hatte er zwischen 1984 und 1987 als verwitweter Familienvater in der Sitcom Down to Earth.
Sargent war um 1990 einer der ersten bekannten Hollywood-Schauspieler, die ein freiwilliges Coming-out hatten, und unterstützte anschließend den Kampf um die Rechte von Homosexuellen. Er hatte seine sexuelle Orientierung lange verschwiegen, indem er vorgab, mit der lesbischen Schauspielerin Fannie Flagg eine Beziehung zu haben. Sein langjähriger Lebensgefährte war Albert Williams. Er starb im Juli 1994 im Alter von 64 Jahren an Prostatakrebs.

## Filmografie (Auswahl)
- 1954: Prisoner of War
- 1955: Ausgeburt der Hölle (The Beast with a Million Eyes)
- 1956: Pulverdampf und heiße Lieder (Love Me Tender)
- 1956: In geheimer Mission (The Great Locomotive Chase)
- 1957: Bernardine
- 1957: West Point (Fernsehserie, 2 Folgen)
- 1958: Blaue Nächte (Mardi Gras)
- 1959: Unternehmen Petticoat (Operation Petticoat)
- 1960: Ein charmanter Hochstapler (The Great Impostor)
- 1961: One Happy Family (Fernsehserie, 12 Folgen)
- 1962: Ein Hauch von Nerz (That Touch of Mink)
- 1962: Rauchende Colts (Gunsmoke; Fernsehserie, Folge Catawomper)
- 1963: Captain Newman (Captain Newman, M.D.)
- 1963: Der Fuchs geht in die Falle (For Love or Money)
- 1964–1965: Broadside (Fernsehserie, 32 Folgen)
- 1966: The Ghost and Mr. Chicken
- 1966: The Tammy Grimes Show (Fernsehserie, 6 Folgen)
- 1968: Wo bitte gibt's Bier an der Front? (The Private Navy of Sgt. O'Farrell)
- 1968: Live a Little, Love a Little
- 1969: Bezaubernde Jeannie (I Dream of Jeannie; Fernsehserie, Folge Jeannie for the Defense)
- 1969–1972: Verliebt in eine Hexe (Bewitched; Fernsehserie, 84 Folgen)
- 1970–1973: Love, American Style (Fernsehserie, 4 Folgen)
- 1974: Maschine Gun Kelly (Melvin Purvis G-MAN; Fernsehfilm)
- 1976: Der Sechs-Millionen-Dollar-Mann (The Six Million Dollar Man; Fernsehserie, Folge A Bionic Christmas Carol)
- 1976: Drei Engel für Charlie (Charlie's Angels; Fernsehserie, Folge: Der Tod auf Rollen)
- 1976–1977: Reich und Arm (Rich Man, Poor Man; Fernsehserie, 5 Folgen)
- 1977: Herzbube mit zwei Damen (Three's Company; Fernsehserie, Folge Chrissy's Date)
- 1977: Love Boat (Fernsehserie, Folge: Staffel 1, Episode 11)
- 1977: Baretta (Fernsehserie, Folge Lyman P. Dokker, Fed)
- 1977–1982: Fantasy Island (Fernsehserie, 3 Folgen)
- 1978/1979: Drei Engel für Charlie (Charlie's Angels; Fernsehserie, 2 Folgen: Mord in Las Vegas und Abenteuer in der Karibik)
- 1979: Hardcore – Ein Vater sieht rot (Hardcore)
- 1979: Saat des Wahnsinns – Clonus Horror (Clonus Horror)
- 1980: Ein Duke kommt selten allein (The Dukes of Hazzard; Fernsehserie, 2 Folgen)
- 1980: Die Waltons (The Waltons; Fernsehserie, 2 Folgen)
- 1982: Familienbande (Family Ties; Fernsehserie, Folge No Nukes Is Good Nukes)
- 1983: Kampf um Yellow Rose (The Yellow Rose) (Fernsehserie, 2 Folgen)
- 1984–1987: Down to Earth (Fernsehserie, 93 Folgen)
- 1987: Mord ist ihr Hobby (Murder, She Wrote; Fernsehserie, Folge Simon Says, Color Me Dead)
- 1989: Teen Witch (Teen Witch)
- 1990: Columbo: Schleichendes Gift (Uneasy Lies the Crown, Fernsehreihe)
- 1990: Ein allzu klarer Fall (Murder by Numbers)
- 1992: Bigfoot und die Hendersons (Harry and the Hendersons; Fernsehserie, Folge Selling Out)
- 1993: Rosen sind tot (Acting On Impulse)